# (11465) Fulvio
(11465) Fulvio est un astéroïde de la ceinture principale.

## Description
(11465) Fulvio est un astéroïde de la ceinture principale. Il fut découvert le 2 mars 1981 à l'observatoire de Siding Spring par Schelte J. Bus. Il présente une orbite caractérisée par un demi-grand axe de 3,10 UA, une excentricité de 0,03 et une inclinaison de 20,5° par rapport à l'écliptique.